# Enrique Flórez
Enrique (o Henrique) Flórez de Setién y Huidobro (Valladolid, 14 febbraio 1701 – Madrid, 20 agosto 1773) è stato un presbitero, storico e numismatico spagnolo.

## Biografia
A 14 anni entrò nell'Ordine di Sant'Agostino, fu poi professore di teologia all'Università di Alcalá, e pubblicò un Cursus theologiae in cinque volumi (1732–1738). In seguito si dedicò agli studi storici. Il primo risultato di questi fu  Clavis Historiae, un lavoro dello stesso livello del francese Art de verifier les dates, ma precedendolo di diversi anni. Apparse nel 1743, e passò attraverso diverse edizioni. Nel 1747 fu pubblicato il primo volume di España Sagrada, teatro geografico-historico de La Iglesia de España, una vasta compilazione della storia ecclesiastica spagnola che ebbe buona reputazione in Europa, di cui 29 volumi apparvero durante la vita dell'autore. Flórez si ispirò alla Gallia christiana (Parigi, 1715-1785, 13 voll.) di Denis de Sainte-Marthe e all'Italia sacra (Venezia 1717-1722, 10 voll.) di Ferdinando Ughelli, due dei più ambiziosi progetti storiografici del suo tempo. L'opera fu continuata dopo la sua morte da Manuel Risco e da altri e ulteriori aggiunte furono pubblicate a spese del governo spagnolo. L'intera opera in 51 volumi fu pubblicata a Madrid (1747–1886).
Il valore è considerevolmente aumentato dall'inserimento di antiche cronache e documenti non facilmente accessibili altrove. Flórez fu anche un buon numismatico e pubblicò  Medallas de Las Colonias in 2 volumi (1757–1758); un terzo fu edito nel 1773. Il suo ultimo lavoro fu Memorias de las reynas Catolicas, 2 volumi (1770). Flórez condusse una vita ritirata, dedita allo studio e senza ambizioni.